# Муркси
Му́ркси (эст. Murksi) — деревня на севере Эстонии в волости Куусалу, уезд Харьюмаа. 

## География и описание
Расположена в 47 километрах к востоку от Таллина, в 8 км от побережья Финского залива. Высота над уровнем моря — 62 метра. 
Климат умеренный. Официальный язык — эстонский. Почтовый индекс — 74713.

## Население
По данным переписи населения 2021 года, в Муркси проживали 5 человек, все — эстонцы.
Численность населения деревни Муркси по данным переписей населения:
| Год  | 1959 | 1970 | 2000 | 2011 | 2021 |
| ---- | ---- | ---- | ---- | ---- | ---- |
| Чел. | 32   | ↘ 16 | ↘ 3  | ↗ 6  | ↘ 4  |

## История
В 1798 году упоминается Murksa (хутор), в 1871 году — Murksi (группа хуторов). В конце XVIII века упоминается хутор Murckse, который находился между хуторами Паркси (Parksi) и Ару (Aru). Все трое относились к мызе Кенда (Кынну). После земельной реформы 1919 года, в ходе деления мызных земель, число хуторов увеличилось, и к 1930-м годах Муркси сформировалась как отдельная деревня.
В 1977–1997 годах Муркси была частью деревни Кынну.